# Колонна в саду Академии художеств
Коло́нна в саду́ Акаде́мии худо́жеств — историческое сооружение в Санкт-Петербурге. Находится в Василеостровском районе города, в саду Академии художеств, расположенном позади здания Академии (Университетская набережная, дом 17), между 3-й и 4-й линиями Васильевского острова. Объект культурного наследия России федерального значения.

## История
Колонна была сооружена по инициативе графа А. С. Строганова — президента Академии художеств с 1800 по 1811 год. На заседании Академического Совета 10 августа 1807 года Строганов предложил установить на круглом внутреннем дворе Академии памятник в честь её 50-летия. В качестве памятника было предложено установить колонну, за основу которой решено было взять запасной ствол из розового финского гранита, заготовленный для строительства колоннады в интерьере Казанского собора, но оставшийся невостребованным. Ствол колонны был передан в распоряжение Академии автором Казанского собора архитектором А. Н. Воронихиным. Ему же было поручено «начертить рисунок сей колонны с приличными к ней украшениями и принять нужные меры, чтобы оная колонна к сентябрю месяцу была на своём месте». Постройка колонны под наблюдением Воронихина была возложена на архитектора А. А. Михайлова.
В 1817 году, при новом президенте Академии художеств А. Н. Оленине, колонна была убрана из внутреннего двора, а её место заняла гипсовая модель памятника Минину и Пожарскому работы скульптора И. П. Мартоса. По некоторым данным, колонна была сразу перенесена из внутреннего двора в сад, однако большинство исследователей склоняется к мнению, что она хранилась в запасниках Академии вплоть до 1840-х годов.
Квартал с садом позади главного здания Академии долгое время был застроен хаотично и невыразительно. Первой капитальной постройкой на территории сада стал «литейный дом», предназначенный для литейной мастерской Академии. Он был возведен в 1805 году по проекту А. Д. Захарова в классицистическом стиле. В начале 1820-х годов капитальной реконструкцией «садового места» Академии занялся А. Н. Оленин. При нём на северной границе сада был возведён так называемый «садовый корпус с портиком». Здание, предназначенное для размещения натурных классов, было построено по проекту А. А. Михайлова «по самым строгим правилам древнего греческого зодчества». Оленин намеревался застроить периметр сада ещё четырьмя служебными зданиями с портиками в разных стилях, которые служили бы практическим примером для учащихся, но этот замысел не был осуществлен.
Следующий проект благоустройства сада был поручен Академией в 1844 году архитектору А. П. Брюллову. Брюллов разработал планировку сада и спроектировал его ограду, а также перестроил садовый корпус и пристроил к нему два жилых флигеля для преподавателей Академии. В 1847 году переустройство сада было завершено установкой в его центре гранитной колонны, которая получила новое оформление, созданное также по проекту А. П. Брюллова. Вместо первоначального постамента в виде грота из естественного камня (по проекту А. Н. Воронихина) для неё был создан ступенчатый гранитный пьедестал. Завершавшая колонну римско-ионическая капитель, увенчанная шаром, была заменена бронзовой, скомпонованной из декоративных гирлянд и трёх аллегорических женских фигур, олицетворяющих «знатнейшие художества»: живопись, скульптуру и архитектуру. Модель по рисунку Брюллова для отливки капители лепил один из лучших русских медальеров — А. П. Лялин. Вместо шара на вершине колонны была закреплена стилизованная бронзовая лира. Таким образом колонна, оформленная в заданном уже построенными здесь зданиями классицистическом стиле, стала одним из символов Академии художеств.
В 1960 году колонна, наряду со всем комплексом зданий и сооружений Академии художеств, была взята под охрану государства как памятник архитектуры федерального значения. В 2001 году было издано новое постановление правительства (куда были перенесены из предыдущего документа все здания и сооружения, находящиеся в Санкт-Петербурге), согласно которому ансамбль Академии художеств был вновь включен в перечень объектов исторического и культурного наследия федерального (общероссийского) значения.

## Описание
Колонна находится на пересечении аллей сада Академии художеств, в его центре. Это монументально-декоративное сооружение, образец классицистического садово-паркового сооружения первой половины XIX века. Гранитная колонна с мраморной базой и бронзовой капителью композитного ордера, завершённой лирой, установлена на высоком, прямоугольном в плане гранитном постаменте и трёхступенчатом стилобате. Бронзовая капитель колонны скомпонована из декоративных гирлянд и трёх крылатых женских фигур, олицетворяющих живопись, скульптуру и архитектуру. В ногах каждой из фигур имеется соответствующая надпись. Общая высота колонны составляет 17 метров.